# Campeonato Paulista de Futebol Feminino de 2005
O Campeonato Paulista de Futebol Feminino de 2005 foi a 13.ª edição deste campeonato. Foi organizado pela Secretaria do Estado de Esportes e Turismo e contou com a participação de seleções municipais, além de clubes já conhecidos. A Ferroviária se sagrou campeã ao bater o SAAD na final.

## Fórmula de disputa
As 16 equipes foram divididas em quatro grupos com quatro times cada, jogando em turno e returno. Avançaram para a segunda fase as duas primeiras de cada grupo, já as outras duas equipes de cada grupo jogaram um torneio para definir a equipe rebaixada. Na segunda fase as oito equipes que avançaram foram divididas em outros dois grupos, passando para as semifinais as duas melhores equipes de cada grupo.

## Primeira fase
|  | Classificados para a segunda fase  |
|  | Disputa do Torneio de Rebaixamento |